# 바셴하이안 폭발 사고
바셴하이안 폭발 사고(중국어: 2015年八仙樂園派對粉塵爆炸事故, 영어: Formosa Fun Coast explosion)는 2015년 6월 27일 중화민국 타이완섬 신베이시 바리구의 워터파크인 바셴하이안에서 발생한 분진 관련 폭발 사고이다. 15명이 사망하고 497명이 부상당했다.

## 배경
2015년 6월 27일 오후 8시 30분쯤 음악 이벤트에 맞춰 춤을 추는 참가자를 향해 폭발이 발생했다. 폭발 발생시 현장에서 컬러 파우더를 이용한 야외 행사가 진행되고 있었다.

## 인명 피해
인명 피해 명단을 보면 중화민국 국적이 가장 많고 외국인은 일본인이 2명이 있으며, 그 외에도 중화인민공화국, 홍콩, 마카오, 싱가포르, 미국, 말레이시아, 영국, 남아프리카 공화국 국적자도 다수 있으며, 사망자는 15명으로 잠정 집계되어 있으며, 대부분의 사망자는 타이완 사람인 것으로 이루어져 있다.

## 사건 이후
폭발 사고가 일어난 뒤의 문제의 해당 워터파크는 강제 폐장 조치 상태인 것으로 드러나고 있다.

## 같이 보기
- 뤄양 크리스마스 화재 - 중국 대륙 본토 내에 있었던 대형 화재